# Hát chầu

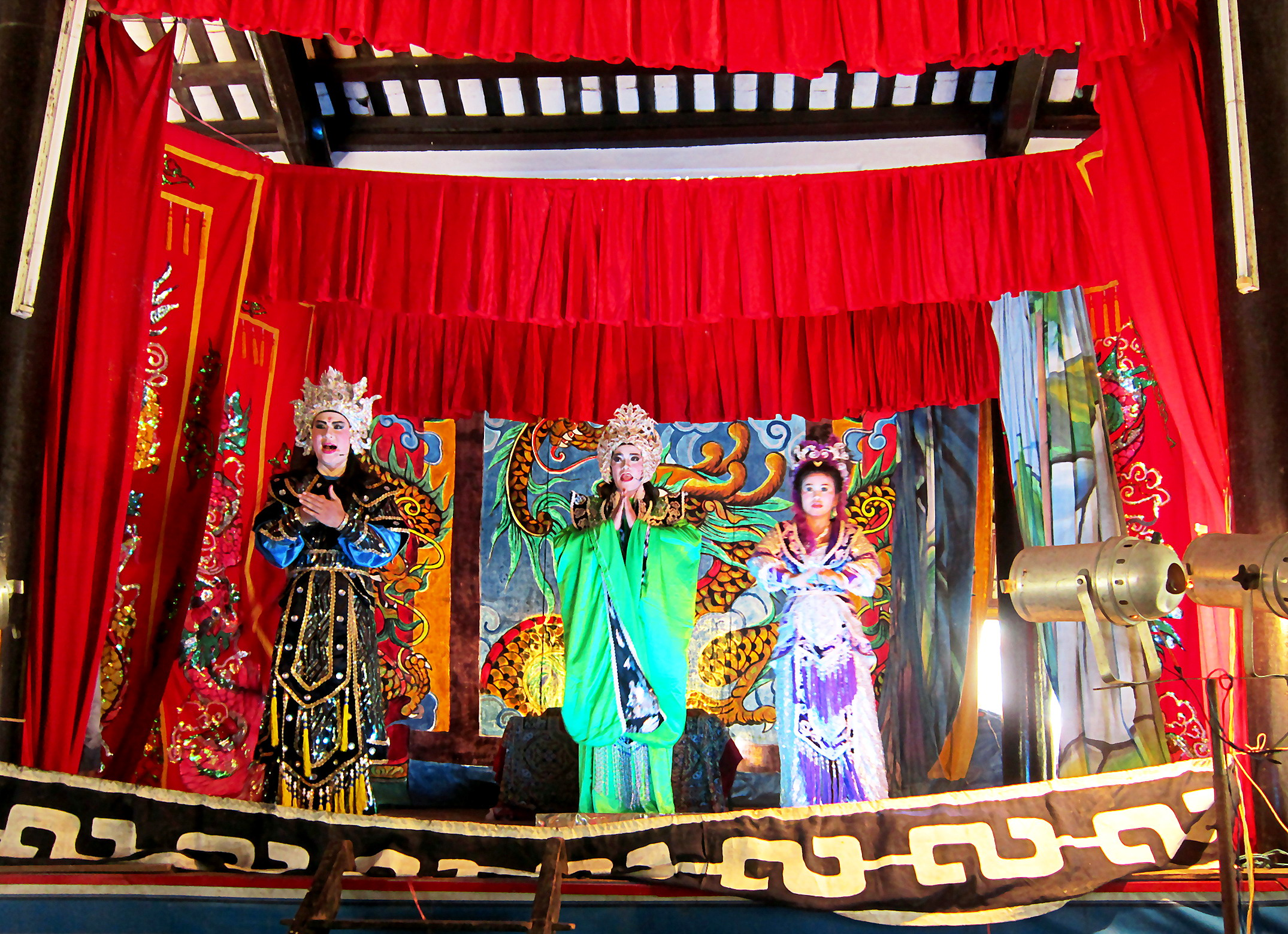
Hát bộ trong lễ Kỳ yên tại đình Mỹ Phước năm 2014

Hát chầu là một nghi lễ không thể thiếu mỗi khi đến kỳ đáo lệ lễ Kỳ yên tại các đình làng Nam Bộ, Việt Nam.
Tùy theo điều kiện kinh tế, mà mỗi năm hay ba năm một lần, Ban quý tế đình thuê gánh hát bội về trình diễn hát chầu (còn gọi là hát bộ, hát bội, hát tuồng); trước để cúng (chức năng chính) thần Thành hoàng làng, sau nữa là để giúp vui cho dân làng trong kỳ lễ hội.

## Giới thiệu sơ lược hát bội
Bài chính: Hát bội
Hát bội là một bộ môn nghệ thuật sân khấu toàn diện, có bề sâu văn hóa và chiều dài lịch sử. Theo nhiều chuyên gia, hát bội xuất hiện muộn nhất là từ thế kỷ 13. Thống kê sơ bộ, các trường phái hát bội tại Việt Nam gồm có: Bình Định, Quảng Nam, Gia Định, Tuồng Bắc.
Theo Việt Nam tân từ điển, từ hát bội được giải thích như sau: Đây là lối hát theo tích tuồng xưa mà mỗi vai tuồng đều hóa trang theo một lối đặc biệt riêng của tinh thần vai tuồng đó trong khuôn khổ, mẫu mực của mỗi vai trung, nịnh, vua, tôi và diễn tả hoàn toàn bằng điệu bộ riêng của mỗi vai khi lên ngựa, lúc qua hào, lúc làm vua, khi làm giặc.
Điểm sơ lược, thì thấy:
- Nội dung tuồng hát thường là những tác phẩm văn chương giá trị.
- Hình thức, hát bội có một nét riêng, đó chính là trang phục và cách dặm mặt, hóa trang của diễn viên. Để qua nét mặt, xiêm y của họ, người xem biết ngay đó là tướng văn hay võ, trung thần hay nịnh thần.
- Một nghệ sĩ trên sân khấu hát bội, không chỉ cần thanh[2], sắc mà còn phải hội tụ đủ: thục, tinh, khí, thần[3]; và còn phải hát hay, múa dẻo, vẽ mặt khéo, võ thuật giỏi.
- Sân khấu của loại hình nghệ thuật này mang tính ước lệ cao, nên điệu bộ của diễn viên cần phải khéo léo và tinh tế, chẳng hạn chỉ qua cử chỉ vung roi là khán giả biết nhân vật đang cưỡi ngựa, một mái chèo cũng đủ gợi được cảnh đoàn thuyền đang vượt sóng.

## Hát chầu

### Đặc điểm
Trong lễ Kỳ yên (kỳ đáo lệ) ở đình làng Nam Bộ thường phải có Hát chầu; mà hát ở đây, theo cổ lệ chỉ được phép diễn tuồng hát bội.
Mỗi kỳ lễ, thường diễn 3 tuồng; mà tuồng nào cũng đều phải nhiều dũng, ít bi, kết thúc có hậu.
Tuy cũng là hát bội, nhưng xét ra hát chầu là khó nhất, bởi mấy đặc điểm sau:
- Biểu diễn trong không khí trang nghiêm; nhưng rất ngột ngạt, nóng bức vì chỗ diễn hẹp, hơi nhang đèn, người đông...
- Có người cầm chầu kiểm soát mỗi vai diễn, mà người này thường là người cao tuổi, có vai vế trong làng, sành điệu và khó tính. Hễ diễn viên hát đúng thì ông đánh một tiếng "thùng"; hát giỏi thì được thưởng ba, bốn tiếng "thùng"; hát sai, hoặc giở giọng đùa cợt (hát đình không có vai hề và không được phép pha cải lương) hay xúc phạm thì ông tức khắc gỏ một tiếng "cắc" rất mạnh vào thành trống, khiến diễn viên lúng túng, hoang mang. Phạm lỗi này, thì sau buổi diễn, ông bầu và ông nhưn (thầy tuồng, nay gọi là đạo diễn) phải đến nhận lỗi trước bàn thờ thần và Ban quý tế.
- Do phải múa, phải hát; mà vỡ diễn nào cũng kéo dài đến tận ba, bốn giờ sáng nên ai nấy trong đoàn hát cũng đều rất mệt.[5]

### Tuồng diễn

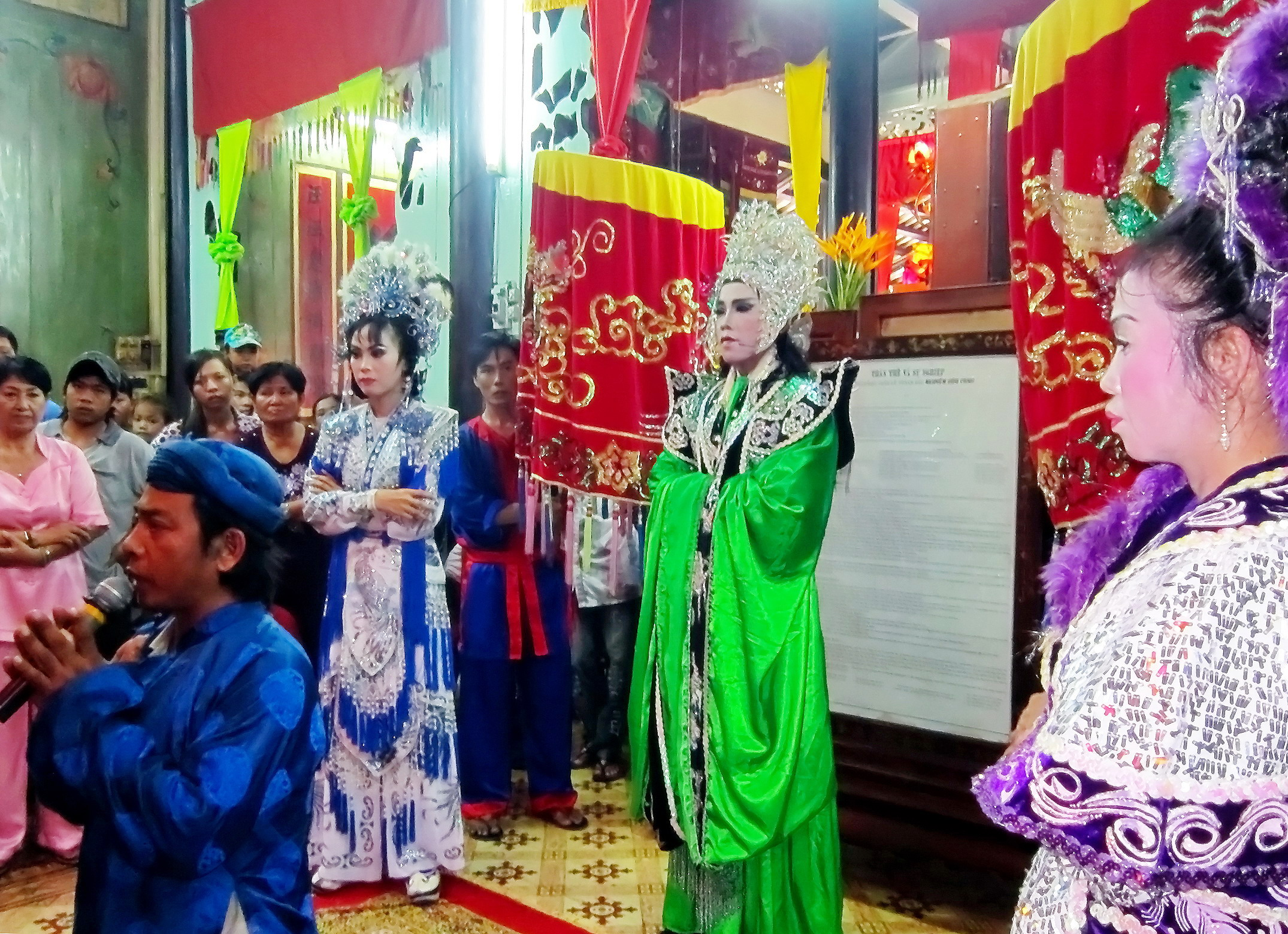
Màn tôn vương diễn ra trước bàn thờ thần Thành hoàng trong lễ Kỳ yên tại đình Mỹ Phước năm 2014

Các tuồng mà các Ban quý tế thường chọn diễn là San Hậu (tôn vương), Phàn Lê Huê (tôn nữ soái), Tiết Nhơn Quý (tôn soái), Lưu Kim Đính, Thần nữ dâng ngũ linh kỳ, Trần Bình Trọng, Sát Thát (tức nhà Trần chống quân Nguyên Mông), Trưng Nữ Vương...
Và một trong những vở mà các đình thường chọn diễn đó là tuồng San Hậu, bởi tuồng này có hồi thứ ba (gần kết thúc vở diễn) có màn Hoàng tử được dâng ấn kiếm tôn vương. 
Đến khi đó, các nhân vật lần lượt rời sân khấu. Một hương chức trong Ban tế lễ cầm lọng che cho Hoàng tử khi ấy đang trịnh trọng bưng ấn kiếm trên tay, tiến đến bàn thờ thần Thành hoàng. Ông Chánh tế đứng sẵn ở gần đó, tiếp nhận ấn kiếm do Hoàng tử dâng. Rồi ông cùng với một hương chức khác cầm cây nến đỏ đang cháy, đi giật lùi, đặt ấn kiếm lên bàn thờ thần. Đào kép khi ấy chia ra đứng thành hai hàng. Một kép xướng theo nghi lễ: Phản tiền di hậu và rồi Phản hậu di tiền. 
Xướng xong, các đào kép cùng hát tung hô:
Tôn vương tức vị
Nối dõi tiên hoàng
Chúc thọ tỷ Nam San
Phước dư Đông Hải
Vạn vạn tế (3 lần).
Ở những đình thờ thần là Đông Chinh Vương và Dực Thánh Vương, là hai hoàng tử nhà Lý dấy quân định soán ngôi vua, thì không diễn tuồng San Hậu, tức không có phần tôn vương..

### Nhận xét
Trích ý kiến của:
Nhà văn Sơn Nam:
Hát bội phải gắn bó với tế lễ. Nếu tế lễ là lời cầu nguyện được ban phước, dân làng hứa tuân thủ kỷ cương, giữ thuần phong mỹ tục thì hát bội phải minh họa những lời hứa ấy với hình tượng cụ thể, không phải là những từ ngữ sáo rỗng, mơ hồ. Bởi vậy cần lựa chọn tuồng tích thích hợp. Thí dụ như tuồng Thần nữ dâng ngũ linh kỳ thường được các đoàn hát bội hát trong dịp lễ cúng đình Kỳ yên vì lẽ tình lý giữa mẹ con, chồng vợ, cùng việc nước đều vẹn toàn, phù hợp với tâm lý cùng đạo lý của xã hội đương thời" (...) Tế lễ mà thiếu hát bội và phần mở đầu là xây chầu quả là thiếu sót lớn."
Nguyễn Đăng Duy: 
Hát bội và Đại Bội (trong lễ Xây Chầu) là những diễn tấu văn nghệ, do những nghệ sĩ dân gian thể hiện, trong không gian thiêng liêng dân dã, phục vụ cho quần chúng. Thế nhưng ội dung diễn tấu, thì lại diễn theo cảnh nghệ thuật trong cung đình, thể hiện triết lý sáng tạo Âm Dương, Ngũ hành, mà phong kiến nhà Nguyễn rất mực đề cao Nho giáo đã đặt ra. Nhằm để ca tụng các công lao mở cõi của các chúa Nguyễn, các vua nhà Nguyễn và ca tụng vương quyền trung ương. Vì thế có thể nói trong hội đình Nam Bộ, cách diễn xuất tuy dân gian mà ý nghĩa rất cung đình...
Và cũng chính vì cúng thần không thể thiếu hát bội, cho nên đình thần nào cũng đều xây dựng võ ca.